# 넬슨 W. 올드리치
넬슨 윌마스 올드리치(Nelson Wilmarth Aldrich, 1841년 11월 6일 ~ 1915년 4월 16일)는 미국의 정치인으로 1881년부터 1911년까지 30년간 미국의 상원의원을 역임했다.
상원 의원으로서 국정에 큰 영향력을 행사했으며, 상원 재정위원회의 위원장을 오랫동안 역임했기 때문에 언론과 일반 시민은 ‘국가의 총지배인(General Manager of the Nation)’라고 불렀었다. 20세기 초 10년의 모든 관세 정책과 금융 정책에 영향을 끼쳤다. 특히 올드리치가 에드워드 브리랜드 하원 의원과 공동 초안하여 1908년에 제정한 〈올드리치 브릴랜드 법〉은 이후 연방준비제도 설립에 영향을 주었다. 한편, 노면 철도, 설탕, 고무, 금융 등에 투자를 해서 부를 일구었다. 아들 리처드 올드리치는 하원 의원이 되었고, 딸인 애비 올드리치는 존 록펠러의 외아들 존 록펠러 주니어와 결혼했다. 애비의 아들이며, 넬슨의 손자인 넬슨 록펠러는 제럴드 포드 대통령 밑에서 부통령을 역임했다.

## 출신
넬슨 올드리치는 로드아일랜드에서 영국계 이민자로 존 윈스럽, 윌리엄 위켄덴, 로저 윌리엄스의 혈통을 지닌 가문에서 태어났다. 하지만 넬슨이 태어난 분가는 세대를 거듭하며 몰락했다. 넬슨의 어머니 애비 버지스와 아버지는 아난 E. 올드리치는 공장 노동자였다. 미국 올드리치 가문의 시조는 17세기 매사추세츠 멘든에 이민을 온 조지 올드리치였으며, 따라서 올드리치 종친과 올드리치 일족의 무덤은 한때 멘든의 일부였던 매사추세츠주 옥스브릿지에 위치해 있다. 로드아일랜드에 있는 이스트 그린위치 아카데미에 입학한 넬슨은 로드아일랜드에서 성장했고 결국 사업가, 정치인으로 성공했다. 올드리치 가문에서 상원 의원, 부통령을 비롯해 많은 정치인들이 태어나 미국 정계에서 한 시대를 풍미했다.

## 역대 선거 결과
| 선거명        | 직책명                            | 대수 | 정당   | 득표율 | 득표수  | 결과 | 당락                         |
| ------------- | --------------------------------- | ---- | ------ | ------ | ------- | ---- | ---------------------------- |
| 1878년 선거   | 하원의원 (로드아일랜드 제1선거구) | 45대 | 공화당 | 75.79% | 5,969표 | 1위  | 로드아일랜드주 하원의원 당선 |
| 1880년 선거   | 하원의원 (로드아일랜드 제1선거구) | 46대 | 공화당 | 66.64% | 9,502표 | 1위  | 로드아일랜드주 하원의원 당선 |
| 1881년 재선거 | 상원의원 (로드아일랜드 제1부)     | 47대 | 공화당 | 92.71% | 89표    | 1위  | 로드아일랜드주 상원의원 당선 |
| 1886년 선거   | 상원의원 (로드아일랜드 제1부)     | 50대 | 공화당 | 85.32% | 93표    | 1위  | 로드아일랜드주 상원의원 당선 |
| 1892년 선거   | 상원의원 (로드아일랜드 제1부)     | 53대 | 공화당 | 58.72% | 64표    | 1위  | 로드아일랜드주 상원의원 당선 |
| 1898년 선거   | 상원의원 (로드아일랜드 제1부)     | 56대 | 공화당 | 87.27% | 96표    | 1위  | 로드아일랜드주 상원의원 당선 |
| 1905년 선거   | 상원의원 (로드아일랜드 제1부)     | 58대 | 공화당 | 83.78% | 93표    | 1위  | 로드아일랜드주 상원의원 당선 |